# Tomate cerise
Solanum lycopersicum var. cerasiforme
Pour les articles homonymes, voir Cerise (homonymie).

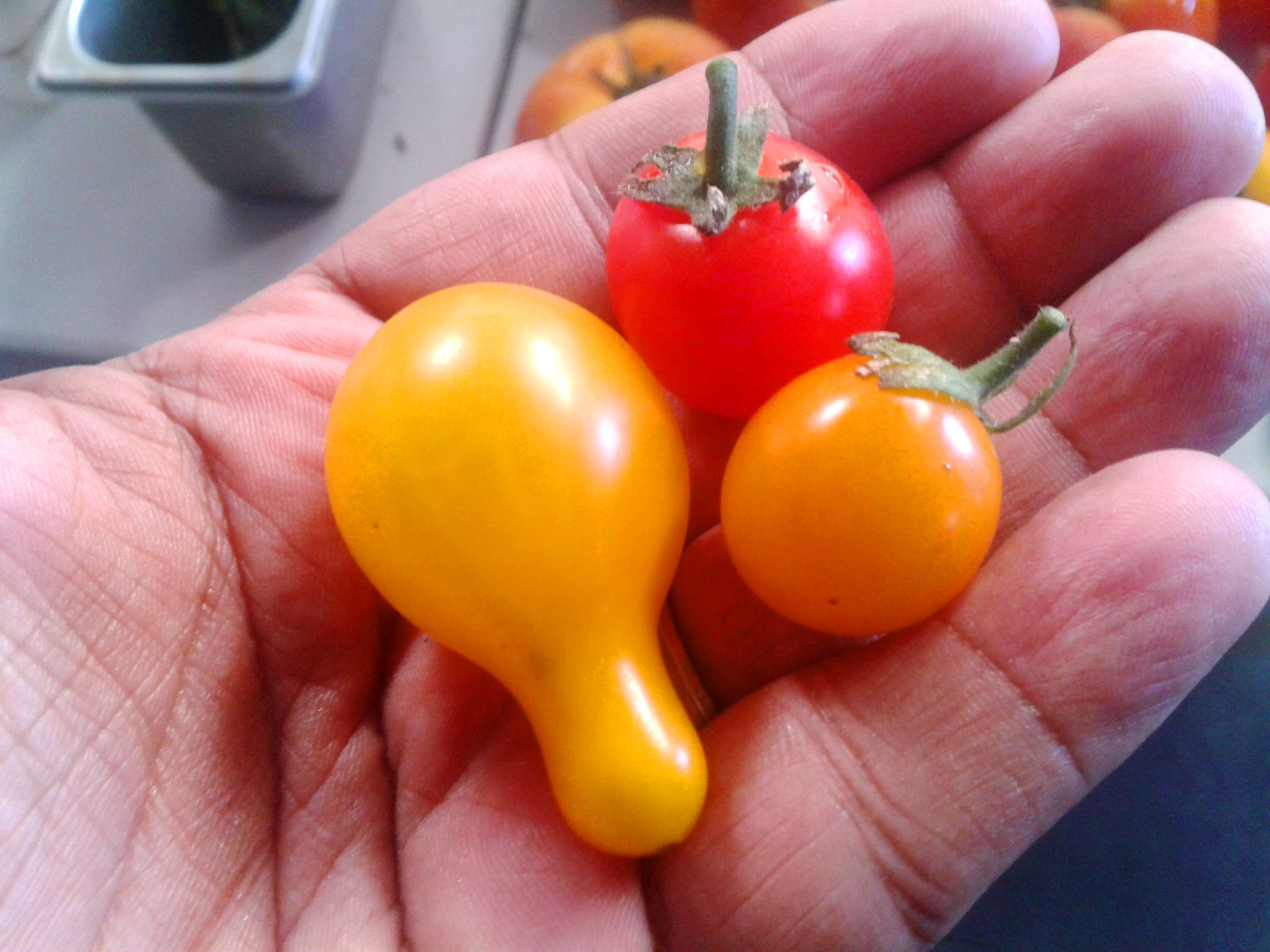
Différentes sortes de tomates cerises

La tomate cerise (nom scientifique : Solanum lycopersicum var. cerasiforme) est un type de variété de tomate, cultivée comme cette dernière pour ses fruits - mais de taille réduite - consommée comme légume, ainsi désignée légume-fruit. Les tomates cerises sont généralement considérées comme des hybrides entre Solanum pimpinellifolium L. et la tomate cultivée, issue de l'espèce Solanum lycopersicum, originaires d'Amérique du Sud.

## Histoire
La première description de tomates cerises semble apparaître dans l'ouvrage d'un botaniste suisse, Pinax theatri botanici (Exposition illustrée de plantes), publié en 1623, où une variété en forme de grappe ressemble à des cerises, qu'il appelle Solanum racemosum cerasoru[m] forma.
La petite tomate cerise, Solanum lycopersicum var. cerasiforme, est une petite tomate originaire de l'ouest de l'Amérique du Sud, en Équateur et au Pérou. La tomate cerise est considérée comme une variété botanique de la baie cultivée Solanum lycopersicum var. cerasiforme. Comme la tomate cultivée, elle comporte 24 chromosomes.
Solanum lycopersicum var. cerasiforme, la tomate cerise, est la seule forme sauvage du genre rencontrée aussi en dehors de l'Amérique du Sud (Ch. M. Rick, 1986). Connue dans les Antilles françaises et en Guyane sous le nom de tomadose, il est probable que la tomate cultivée ait été domestiquée à partir de cette forme sauvage.

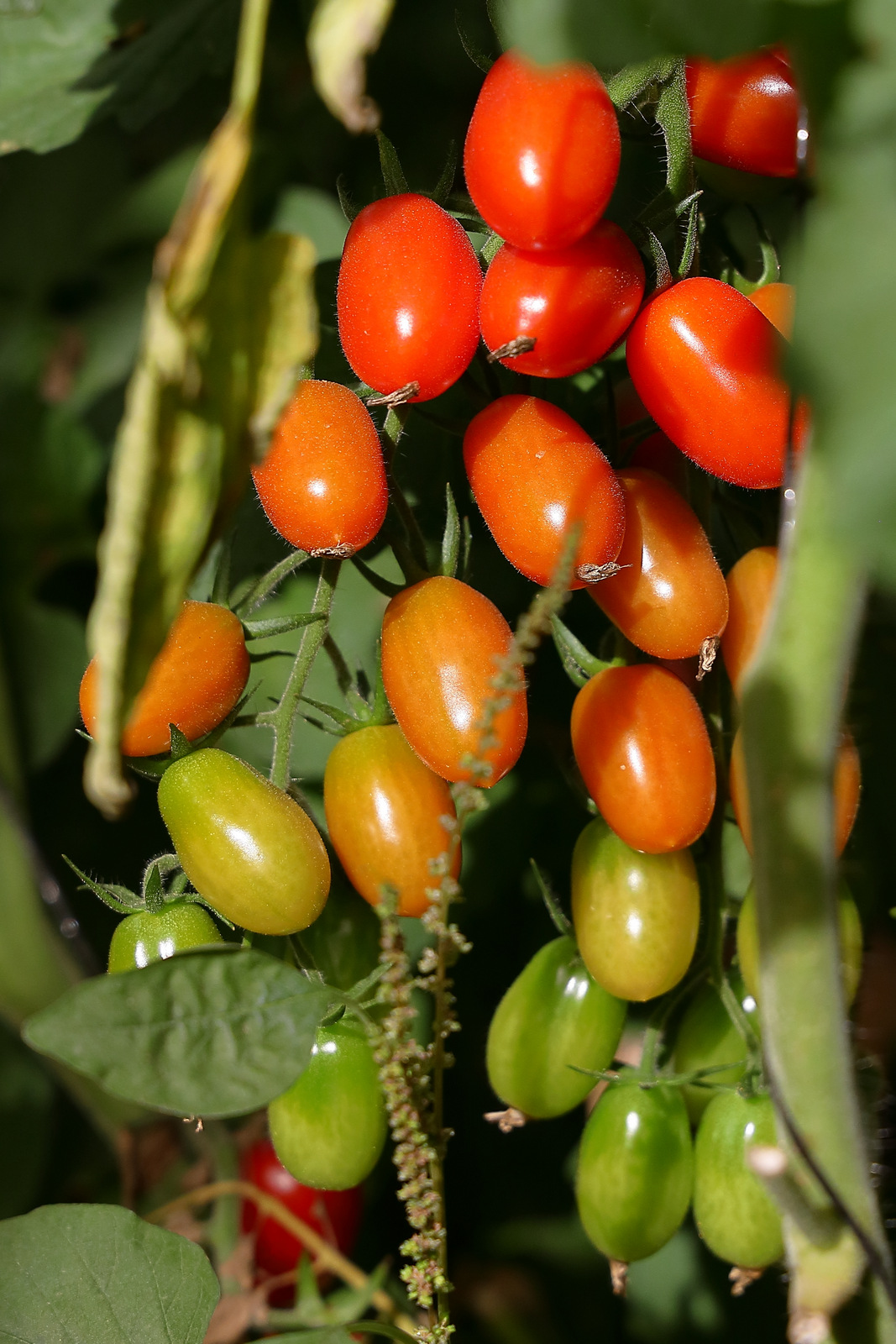
Plant de tomates cerises oblongues.

Les premières tomates cultivées étaient jaunes et de la taille d'une cerise, ce qui leur a valu le nom de « pommes d'or » en français (pomi d'oro en italien et goldapfel en allemand, de même sens).
Parmi les espèces sauvages voisines de la tomate cultivée, la tomate groseille (Solanum pimpinellifolium), plus petite, est également comestible. La tomate des Galapagos (Solanum cheesmaniae) fait également de très petits fruits. Ces différentes espèces sauvages, généralement fragiles et peu savoureuse, sont utilisées par hybridation avec des tomates cultivées par les sélectionneurs pour créer de nouvelles variétés plus goûteuses et résistantes aux maladies et à certains stress,.
Après leur Daniela dans les années 1980, des ingénieurs agronomes de la faculté d’agriculture de Rehovot (Israël), relevant de l'université hébraïque de Jérusalem, parviennent, dans les années 1990, à développer par sélection une tomate-cerise, la Tomaccio, résistante et riche en sucre, en arôme et en saveur ; en 1996, les petits fruits arrivent sur les étals et dans les supermarchés, remportant un franc succès,,. Depuis, les différents variétés israéliennes ont été adoptées par de nombreux semenciers.

## Description

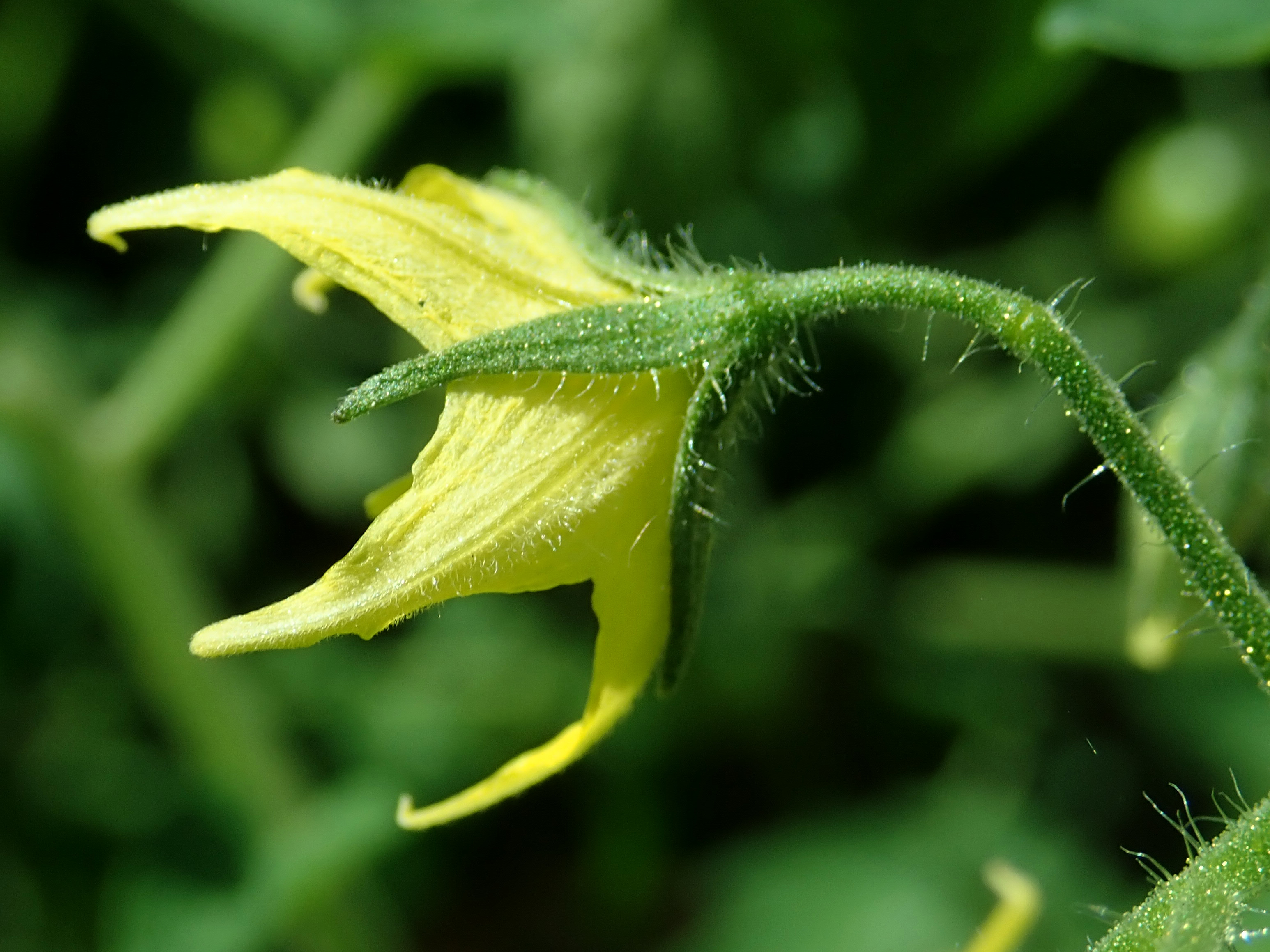
Solanum lycopersicum var. cerasiforme (détail)

Semblable au plant de tomate mais avec une taille plus petite et des fruits également plus petits, celui de la tomate cerise peut atteindre 2 mètres de hauteur ; les fruits mesurent d'1 à 3 centimètres.  
Au début de sa croissance, sa tige est droite, mais avec le temps, elle aura tendance à tomber sur les côtés et à s'emmêler avec ses branches. Des fleurs jaunes apparaissent au début du printemps, composées normalement de quatre à cinq pétales, qui donneront ensuite naissance à des fruits qui seront d'abord verts et avec le temps, prendront la couleur de la variété de tomate cerise en question.  
Les feuilles de la plante sont pennées et composées, avec entre 7 et 9 folioles pétiolées, lobées, à bord denté, alternées et opposées ; les feuilles sont vert foncé. Comme la tige, les feuilles sont couvertes de poils glandulaires qui aident à absorber l’eau qui tomberait sur la feuille.  

Variétés de tomates cerises de différentes couleurs.

De nos jours, la taille des fruits varie de celle d'une cerise à celle d'une balle de golf. Les variétés un peu plus grosses que celles d'une taille de cerise sont dénommée cocktails. Les formes généralement sphériques peuvent varier : rondes, oblongues, ovales ou en formes de poires. La plus petite tomate dite « myrtille » et surnommée drop tomato en anglais, aux vertus gustatives, est élaborée en 2018 par Israël,,. 
La couleur des tomates cerises est le plus souvent rouge à maturité car des lycopènes sont un composant présent dans la tomate cerise comme d'autres variétés de tomates. C’est ce qui donne au fruit sa couleur rouge caractéristique. Les lycopènes sont un type de carotènes dotés de propriétés antioxydantes. De plus, ses effets sont 10 fois supérieur à celui des autres antioxydants classiques. Il existe cependant des variétés aux fruits présentant toutes les couleurs possible chez la tomate (jaunes, vertes, zébrées, pourpre, indigo...).
Il en existe ainsi de nombreuses sous-variétés ou cultivars, telle la variété Santorini, cultivée dans l'île de Santorin (Grèce), et réputée pour son goût. Des conférences internationales consacrées à la culture des tomates cerises se tiennent régulièrement à Santorin. 
De nos jours, « une trentaine de variétés de tomates cerises ou apparentées (cœur de pigeon par exemple) sont inscrites au catalogue officiel des semences en France »

## Culture

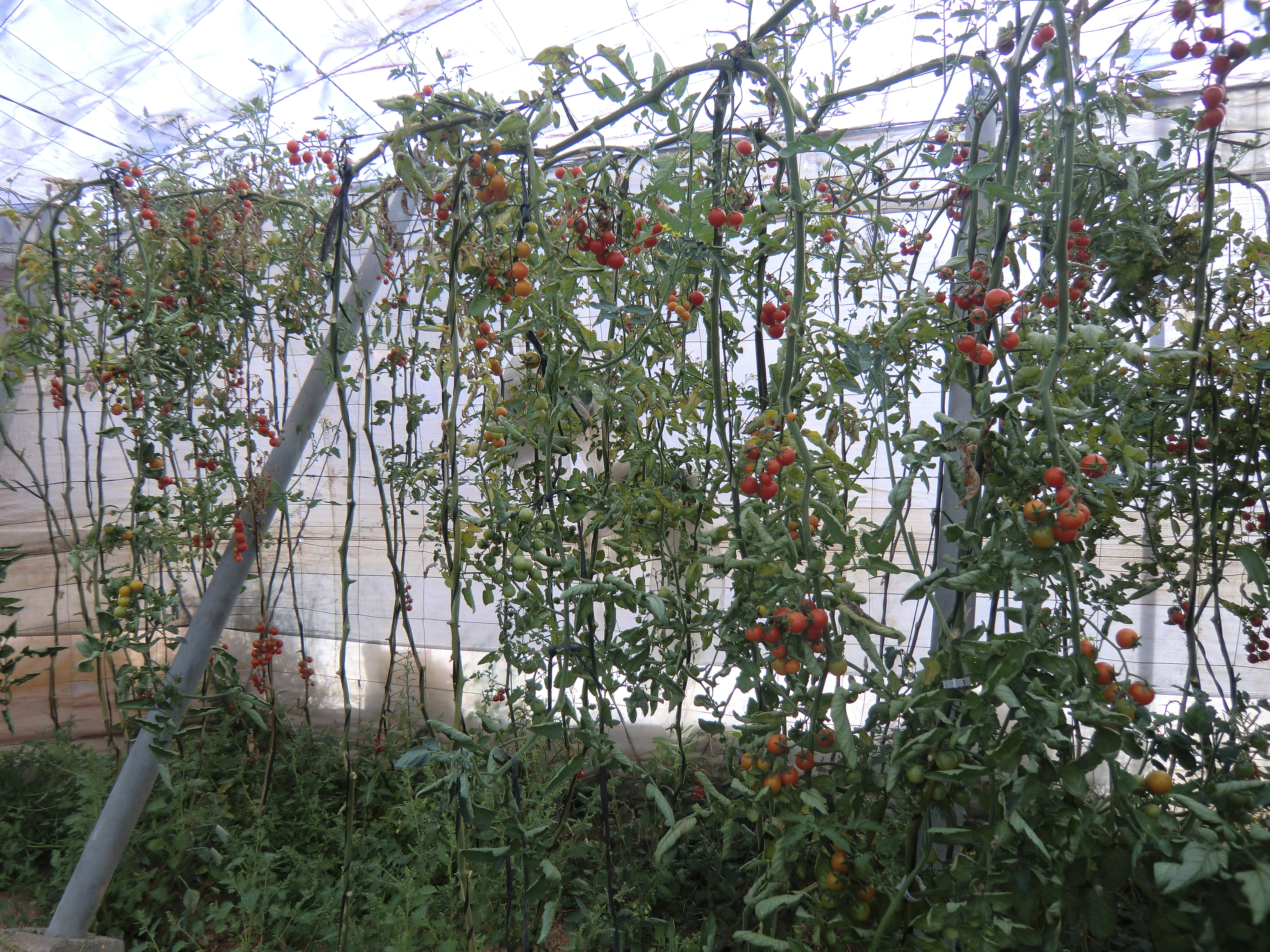
Tomates cerises cultivées sous abri

Le temps qui s'écoule entre le semis et la récolte des tomates cerises est plus court que celui des tomates classiques ; il varie de 45 à 70 jours, contre 60 à 85 jours pour les autres tomates.
Les tomates cerises sont une espèce qui pousse facilement dans des petits espaces, si elles ont suffisamment d'eau et de soleil. La température optimale pour la culture des tomates cerises est de 24 à 25 °C et elles peuvent pousser dans une zone au climat tempéré, avec un arrosage abondant et au moins quelques heures de soleil par jour, bien qu'il soit préférable que le sol soit fertilisé (farine d’os, engrais riche en potassium) pour une croissance optimale et une bonne production de fruits de qualité. 
Pour une croissance contrôlée, il est préférable d’utiliser un tuteur qui guidera adéquatement la croissance des tiges et des branches.
Les plants de tomates cerises poussent tout au long de l'été et ses cultivateurs peuvent en profiter de fin juin à septembre, voire octobre, selon les régions.

## Utilisation

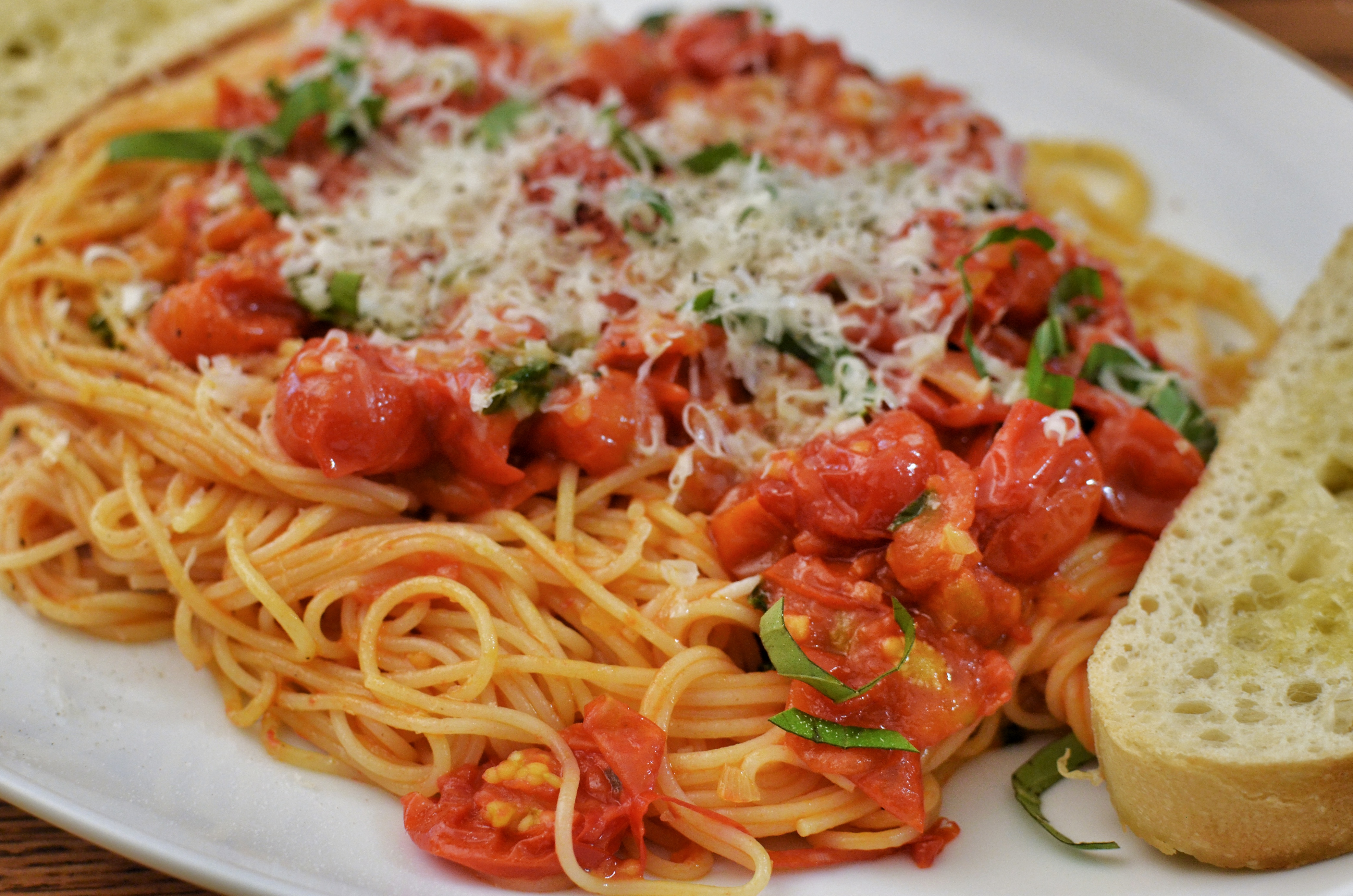
Tomates cerises sur des spaghetti à la sauce tomate.

La tomate cerise se déguste généralement crue, en apéritif, en sauce, en salade ou en décoration de plats.